# 舟形无齿蚌
舟形无齿蚌（学名：Anemina euscaphys），俗名菜蚌、菜歪歪、蛤蜊、河蚌，为蚌科的动物，是中国的特有物种。本物種舊屬无齿蚌属，今屬船蚌屬。

## 分佈
本物種原產於中國華北地區，發現於南京，本物種除了分佈於中國海河流域的河北、錢塘江流域的江苏、揚子江流域的湖南等地，還見於黑龙江流域的中國黑龍江省及俄羅斯远东地区的阿穆尔州，以及隨船隻擴散至俄羅斯的歐洲部份及朝鮮半島。常生活於缓流及静水水域的泥底或淤泥底裡、以及水深约1米。